# Chrzanów

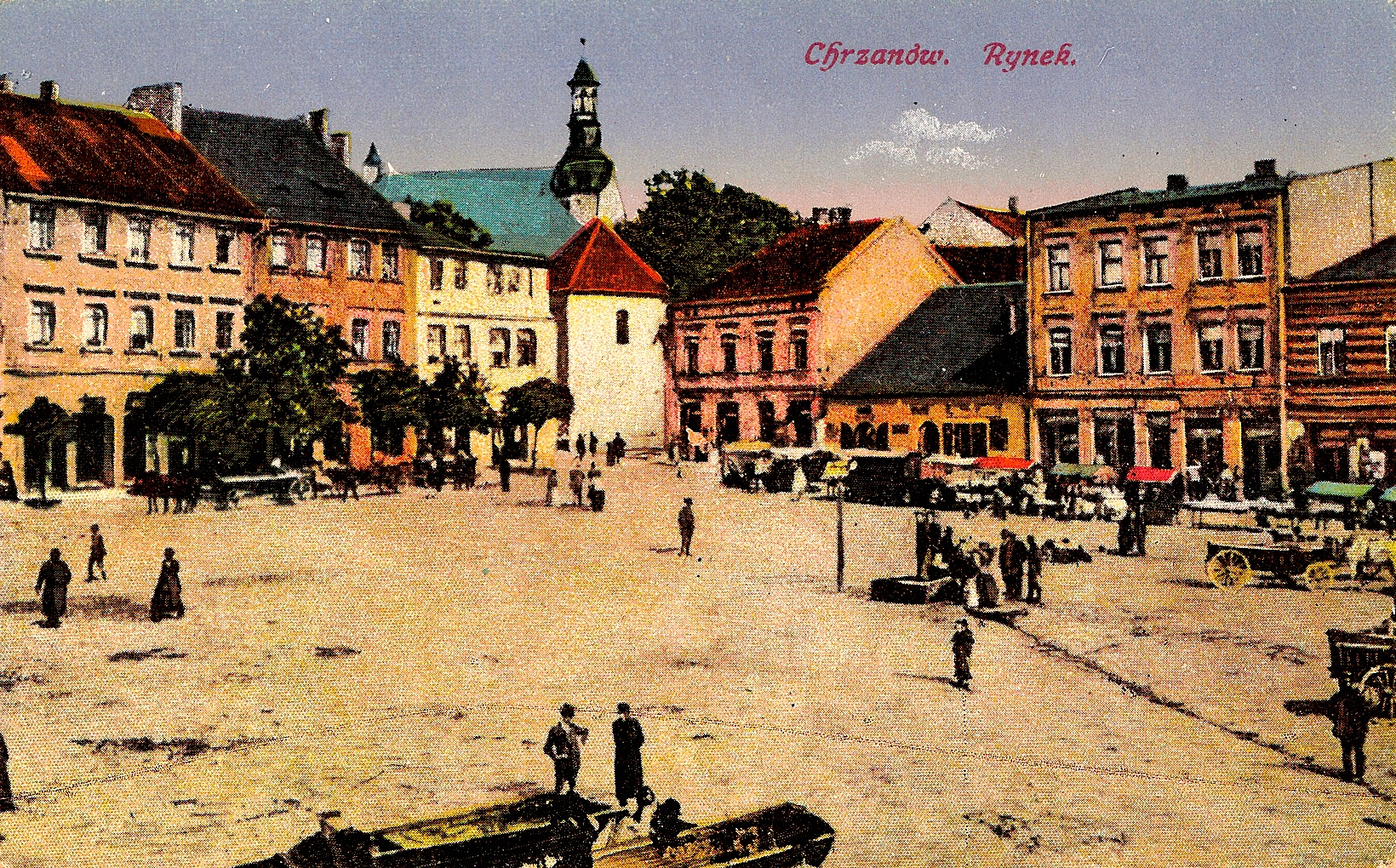
Quảng trường Market của Chrzanów, năm 1910.

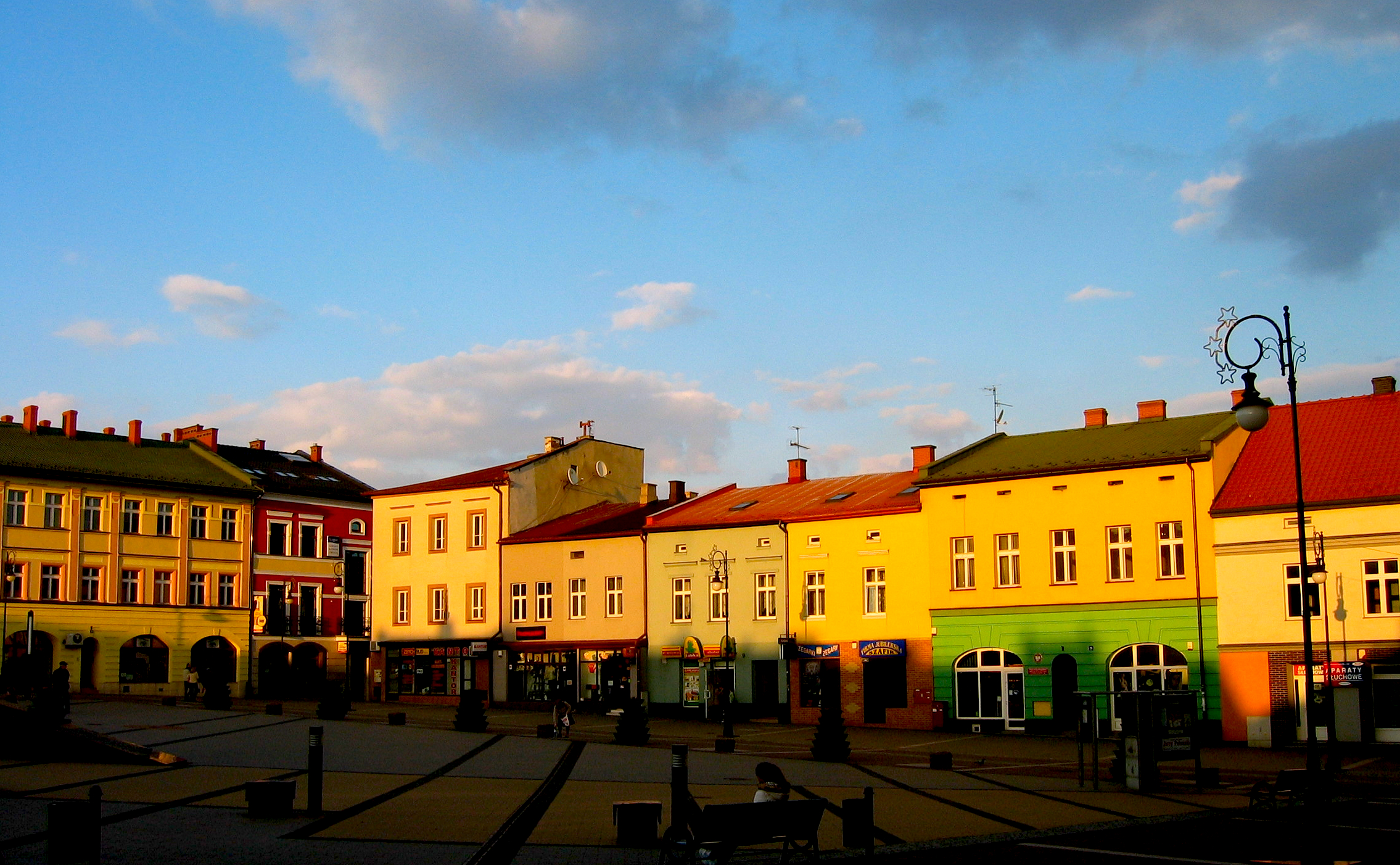
Quảng trường Market của Chrzanów.

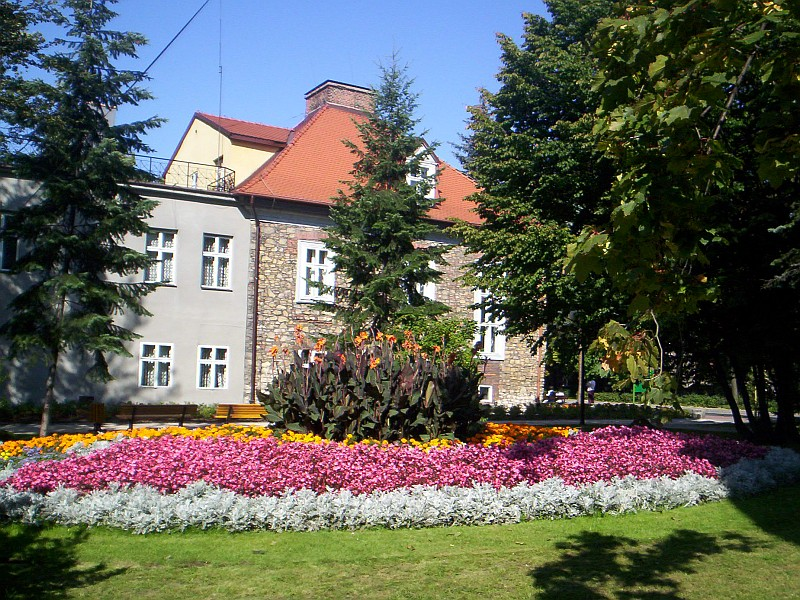
Tòa nhà của Bảo tàng Chrzanów.

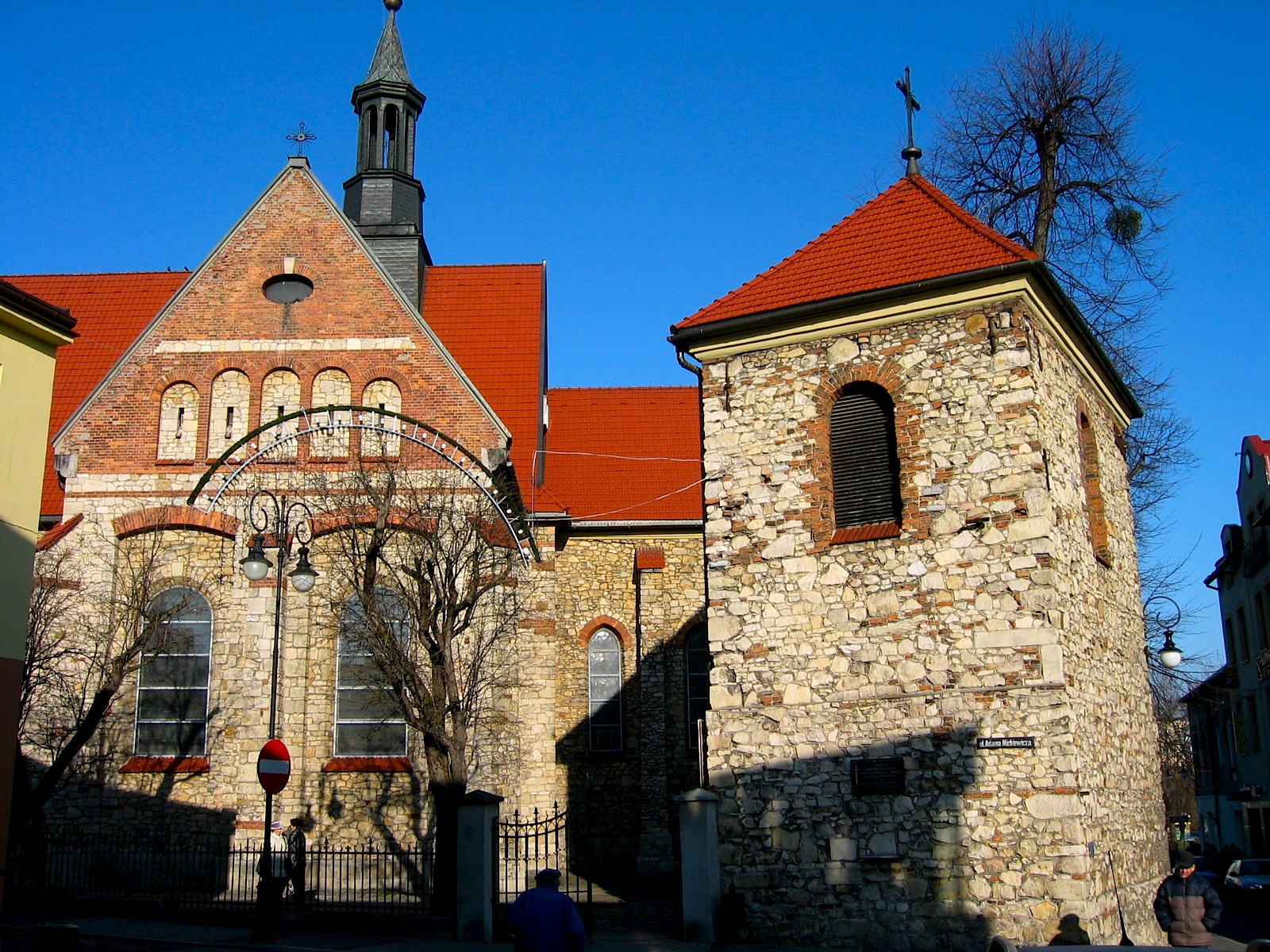
Nhà thờ thánh Nicholas.

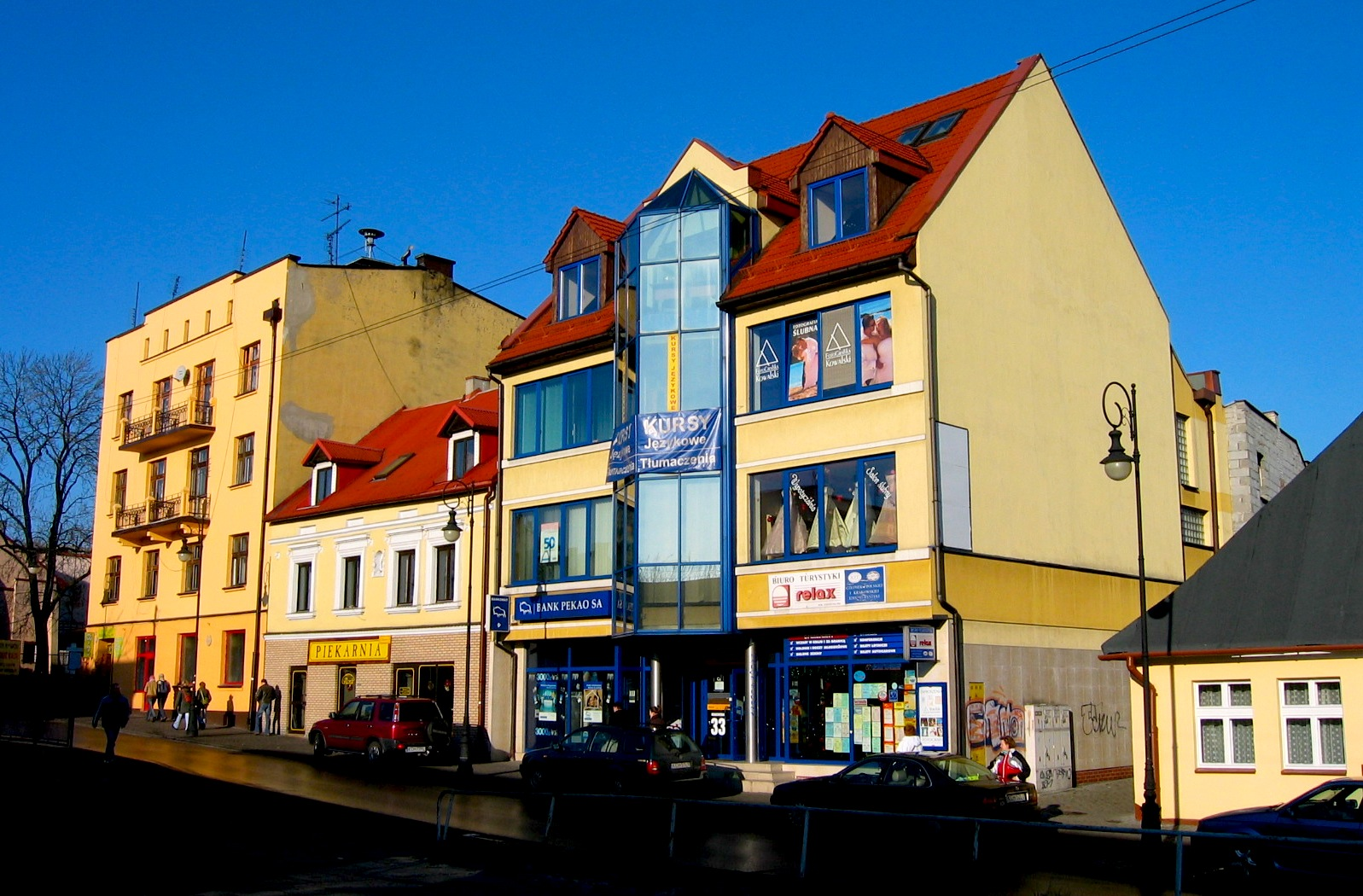
Đường Krakowska.

Chrzanów là một thị trấn thuộc Hạt Chrzanów, tỉnh Lesser Poland, miền nam Ba Lan. Tổng diện tích của thị trấn là 38,31 km². Tính đến năm 2006, dân số của thị trấn là 39.797 người với mật độ 1.000 người/km².

## Một số địa điểm tham quan nổi tiếng

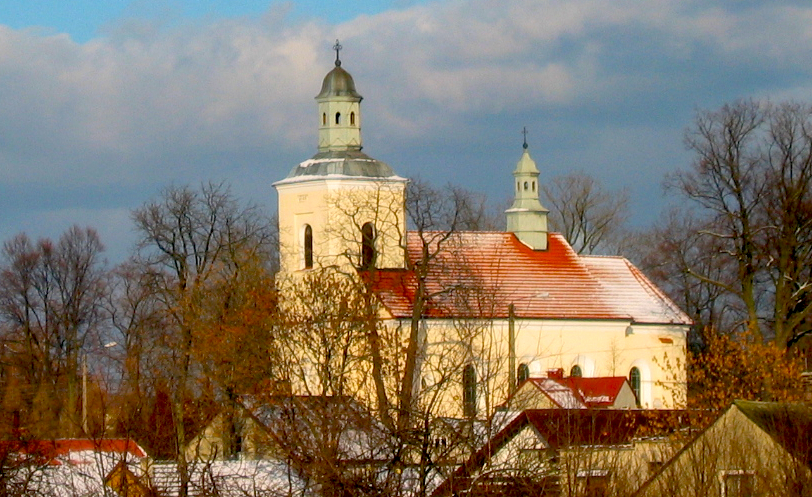
Nhà thờ Thánh John

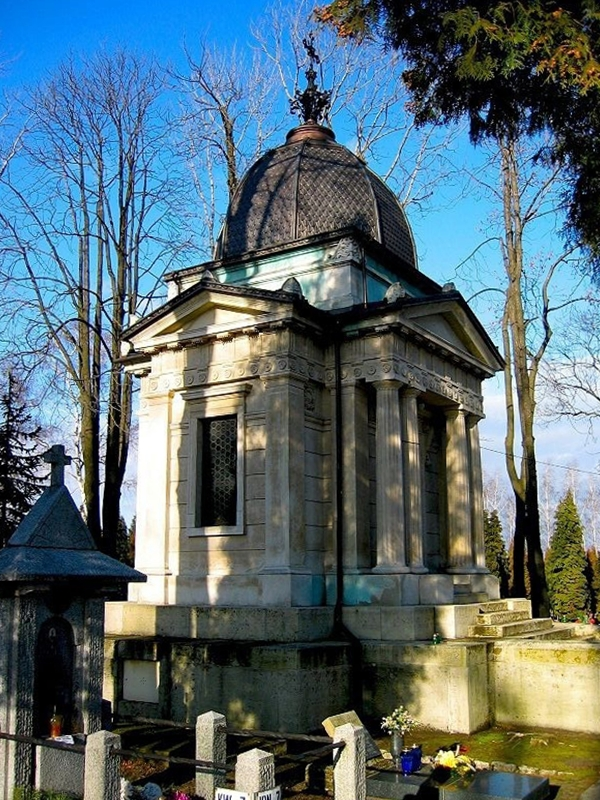
Lăng Loewenfeld trong nghĩa trang giáo xứ của Chrzanów.

- Nhà thờ Thánh Nicholas - được xây dựng vào đầu thế kỷ 13 và 14
- Lăng Loewenfeld - được xây dựng vào năm 1898 - 1900 theo phong cách Tân cổ điển
- Quảng trường Market - được xây dựng từ cuối thế kỷ 18 và 19
- Tượng đài Chiến thắng và Tự do tại Tysiąclecia Sq. (còn được biết đến với tên gọi "Đại bàng") - được xây dựng vào năm 1971 để tưởng nhớ những cư dân của Chrzanów đã ngã xuống trong Chiến tranh thế giới lần thứ hai. Tượng đài này là tác phẩm của hai nhà điêu khắc nổi tiếng Chrzanovian và Marian Konarski
- Nhà thờ Thánh John - được xây dựng vào thế kỷ 14 theo phong cách kiến trúc Gothic
- Nghĩa trang Do Thái - được xây dựng vào năm 1763 với những bia mộ từ thế kỷ 19 và 20
- Nghĩa trang Thế chiến thứ nhất - nằm ngay liền kề với nghĩa trang Do Thái

## Giao thông
Thị trấn được kết nối với thành phố Kraków và Katowice qua đường cao tốc A4 hoặc Quốc lộ 79. Ngoài ra còn có hai đường tỉnh xuất phát từ Chrzanów đó là đường tỉnh số 933 (từ Chrzanów đến Oświęcim, Pszczyna và Jastrzębie-Zdrój; và đường tỉnh số 781 (từ Chrzanów đến Andrychów).
Bên cạnh đó, cũng có tuyến đường sắt nối từ thị trấn Chrzanów đến thành phố Kraków, Oświęcim và Czechowice-Dziedzice. Có hai điểm dừng đường sắt trong thị trấn.

## Giáo dục
Thị trấn Chrzanów bao gồm: bảy trường tiểu học, hai trường trung học, một trường kỹ thuật trung học, một trường âm nhạc và Học viện Kinh doanh và Marketing.

## Thể thao
Thị trấn có một câu lạc bộ thể thao là Fablok Chrzanów (được thành lập vào năm 1926 và được tài trợ bởi công ty Fablok) và một số phòng tập thể thao lớn.

## Những nhân vật nổi tiếng xuất thân từ Chrzanów
- Duvid Halberstam (1821 - 1894) - lãnh đạo tôn giáo Do Thái
- Ignacy Schwarzbart (1888 - 1961) - thành viên Hội đồng Quốc gia của Ba Lan
- Klemens Stefan Sielecki (1903 - 1980) - giám đốc kỹ thuật của Fablok
- Zbigniew Wąsiel (sinh năm 1966) - một nhà điêu khắc nổi tiếng
- Janusz Szrom (sinh năm 1968) - ca sĩ nhạc jazz
- Michał Gajownik (1981 - 2009) - vận động viên chèo thuyền Olympic
- Nathan Wasserberger (1928-2013) - họa sĩ